# ای. جی. کرونین
آرچیبالد جوزف کرونین (انگلیسی: Archibald Joseph Cronin؛ زاده ۱۹ ژوئیهٔ ۱۸۹۶ - درگذشته ۶ ژانویهٔ ۱۹۸۱) یک پزشک، و نویسنده اهل اسکاتلند بود.